# Observatoire Pleiade
L'Observatoire Pleiade est un observatoire astronomique italien privé, fondé en 1994 près de la commune de Pescantina, dans la province de Vérone dans la région Vénétie en Italie.
Les travaux de l'observatoire ont été supervisés par Plinio Antolini, membre du GIA (Groupe Italien d'Astrométrie).
Flavio Castellani, Giuliano Pinazzi, Giovanni Zonaro et Ivano Dal Prete ont contribué aux travaux de l'observatoire.

## Instrumentation
- Télescope 600mm f/3 Newton + SBIG St6

## Découvertes
- L'observatoire est à l'origine de la découverte de deux astéroïdes numérotés : (21308) et (96307) sur un total de 11 astéroïdes.
- 357 mesures astrométriques ont été publiées de 1994 à 2002.